# Бабурін Єгор Костянтинович
Єго́р Костянти́нович Бабу́рін (нар. 9 серпня 1993, Чернігів, Україна) — російський футболіст українського походження, воротар «Ростова».

## Клубна кар'єра

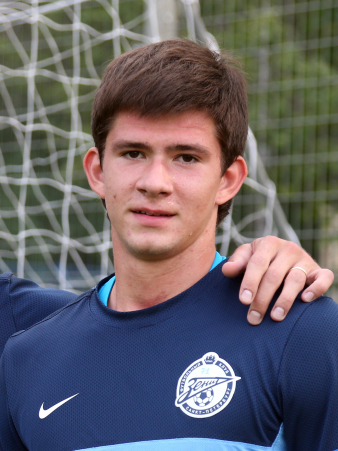
Єгор Бабурін у футболці «Зеніта»

Вихованець академії «Зеніта». У молодіжній першості дебютував 2010 року, в матчі 30-го туру проти «Крил Рад», вийшовши на заміну на 79-й хвилині замість Андрія Зайцева. Наступного сезону взяв участь вже в дев'яти матчах. У 2012 році взятий Лучано Спаллетті в основну команду. 17 березня 2013 року в 21-му турі чемпіонату дебютував у Прем'єр-лізі, вийшовши на заміну на 11-й хвилині матчу з «Мордовією» замість Юрія Жевнова та відіграв матч на нуль. У матчі 23-о туру вийшов на заміну замість В'ячеслава Малафєєва проти «Крил Рад» за рахунку 1:0 на користь «Зеніта». У матчі 24-го туру проти «Локомотива» вперше відіграв повний матч. У матчі останнього туру сезону 2012/13 років, як і в попередніх матчах, відстояв «на нуль» і довів свою «суху» серію до 304 хвилин, встановивши новий рекорд команди та обійшов дебютний рекорд Романа Березовського. У сезоні 2017/18 років вийшов у стартовому складі в матчі 30-го туру проти «СКА-Хабаровськ» (6:0). У серпні 2018 року казанський «Рубін» орендував Бабуріна у «Зеніта». Наприкінці червня 2019 року по закінченні оренди покинув «Рубін».
12 липня 2019 року підписав чотирирічний контракт з «Ростовом».

## Кар'єра в збірній
З 2009 року виступав за юнацьку збірну Росії (U-17). У 2011—2012 роках грав за збірну U-19, відіграв три матчі, не пропустивши жодного м'яча. З 2013 року виступав молодіжну збірну Росії, відіграв чотири матчі та пропустив два м'ячі.

## Досягнення
«Зеніт»
- Прем'єр-ліга Росії
  -  Чемпіон (1): 2014/15
  -  Срібний призер (1): 2012/13

## Статистика виступів

### Клубна
Станом на 13 травня 2018
| Клуб                        | Сезон             | Ліга               | Ліга  | Ліга | Кубок | Кубок | Континентальні | Континентальні | Загалом | Загалом |
| Клуб                        | Сезон             | Дивізіон           | Матчі | Голи | Матчі | Голи  | Матчі          | Голи           | Матчі   | Голи    |
| --------------------------- | ----------------- | ------------------ | ----- | ---- | ----- | ----- | -------------- | -------------- | ------- | ------- |
| «Зеніт» (Санкт-Петербург)   | 2010              | Прем'єр-ліга Росії | 0     | 0    | 0     | 0     | 0              | 0              | 0       | 0       |
| «Зеніт» (Санкт-Петербург)   | 2011–12           | Прем'єр-ліга Росії | 0     | 0    | 0     | 0     | 0              | 0              | 0       | 0       |
| «Зеніт» (Санкт-Петербург)   | 2012–13           | Прем'єр-ліга Росії | 4     | 0    | 0     | 0     | 0              | 0              | 4       | 0       |
| «Зеніт» (Санкт-Петербург)   | 2013–14           | Прем'єр-ліга Росії | 0     | 0    | 1     | 0     | 0              | 0              | 1       | 0       |
| «Зеніт» (Санкт-Петербург)   | 2014–15           | Прем'єр-ліга Росії | 1     | 0    | 0     | 0     | 0              | 0              | 1       | 0       |
| «Зеніт» (Санкт-Петербург)   | 2015–16           | Прем'єр-ліга Росії | 0     | 0    | 0     | 0     | 0              | 0              | 0       | 0       |
| «Зеніт» (Санкт-Петербург)   | 2016–17           | Прем'єр-ліга Росії | 0     | 0    | 0     | 0     | 0              | 0              | 0       | 0       |
| «Зеніт» (Санкт-Петербург)   | 2017–18           | Прем'єр-ліга Росії | 1     | 0    | 0     | 0     | 0              | 0              | 1       | 0       |
| «Зеніт» (Санкт-Петербург)   | Загалом           | Загалом            | 6     | 0    | 1     | 0     | 0              | 0              | 7       | 0       |
| «Зеніт-2» (Санкт-Петербург) | 2013–14           | ПФЛ                | 4     | 0    | –     | –     | –              | –              | 4       | 0       |
| «Зеніт-2» (Санкт-Петербург) | 2014–15           | ПФЛ                | 7     | 0    | –     | –     | –              | –              | 7       | 0       |
| «Зеніт-2» (Санкт-Петербург) | 2015–16           | ФНЛ                | 22    | 0    | –     | –     | –              | –              | 22      | 0       |
| «Зеніт-2» (Санкт-Петербург) | 2016–17           | ФНЛ                | 35    | 0    | –     | –     | –              | –              | 35      | 0       |
| «Зеніт-2» (Санкт-Петербург) | 2017–18           | ФНЛ                | 21    | 0    | –     | –     | –              | –              | 21      | 0       |
| «Зеніт-2» (Санкт-Петербург) | Загалом           | Загалом            | 89    | 0    | 0     | 0     | 0              | 0              | 89      | 0       |
| Усього за кар'єру           | Усього за кар'єру | Усього за кар'єру  | 95    | 0    | 1     | 0     | 0              | 0              | 96      | 0       |